# Nedstrands kommun
Nedstrands kommun (norska: Nedstrand kommune) var en kommun i Rogaland fylke i sydöstra Norge. Tätorten Nedstrand utgjorde kommunens centralort.

## Administrativ historik
Nedstrands kommun upprättades den 1 januari 1838 (som Nærstrand formannskapsdistrikt) när Formannskapslovene från 1837 trädde i kraft. Kommunen omfattade då den sydöstra delen av nuvarande Tysværs kommun samt ett område i den nordöstra delen av nuvarande Stavangers kommun.
Den 1 januari 1868 bröts Sjernarøy kommun ut ur kommunen som då minskade från 2 602 invånare före delningen till 1 680 invånare efter. Den återstående delen, som omfattade den sydöstra delen av nuvarande Tysværs kommun, bytte då namn till Hinderå (Hinderaa).
Den 10 augusti 1881, genom kunglig resolution, bytte kommunen namn tillbaka från Hinderå (Hinderaa)  till Nedstrand (Nerstrand).
Den 1 januari 1965 gick Nedstrands kommun, tillsammans med delar av kommunerna Avaldsnes, Skjold, Vats och Vikedal, upp i Tysværs kommun. Kommunens hade då 1 200 invånare.